# Юрій Вельгорський
Юрій Петро Вельгорський гербу Кердея (пол. Jerzy Piotr Wielhorski, пом. до 30 грудня1683) — руський шляхтич з роду Вельгорських, військовик та урядник Речі Посполитої. 

## Біографія
Посол на сейм конвокаційний 1668 року від Волинського воєводства. Був членом генеральної конфедерації, утвореної на цьому сеймі 5 листопада 1668 року. Посол на сейм надзвичайний 1670 року від волинського воєводства. Член Ґолембської конфедерації 1672 року. Електор (учасник обрання) короля Михайла Корибута Вишневецького від Волинського воєводства в 1669 році. Посол на коронаційний сейм 1676 року. Посол на сейм 1677 року. Посол на гродненський сейм 1678—1679 років. 
Учасник перемовин з турками, наслідком який став Журавненський мирний договір, підписаний в 1676 році.
За словами Каспера Несецького, «муж великого серця». 1683 року брав участь у битві під Віднем. Мав звання полковника Його Королівської Милості. Уряди (посади): підкоморій володимирський, волинський каштелян. 

## Родина
Батько — волинський стольник Кіліян Вельгорський, мати — Анна Гулевич, донька луцького підкоморія. Дружина — Анна Ожґа, донька львівського підкоморія Петра Ожґи, надала фундуш для монастиря у середмісті Львова. Мали 9 дітей:
- Юзеф (Йосиф) — похований з батьком «на одному катафалку»
- Ян Казимир (? — 1695) — підкоморій володимирський, загинув від татарської стріли під час оборони Львова в 1695 році
- Михайло — без нащадків
- Антоній (? — 28 квітня 1729) — настоятель монастиря, керівник католицької провінції тринітаріїв
- Вацлав (? — 29 листопада 1707) — каштелян волинський.
- Маріанна
- Тереза — дружина волинського каштеляна Миколи Ольшанського
- Гелена Зофія — дружина Адама Белжецького
- Анна — настоятелька монастиря святої Бригіди в Сокалі